# 가스야 다케노리

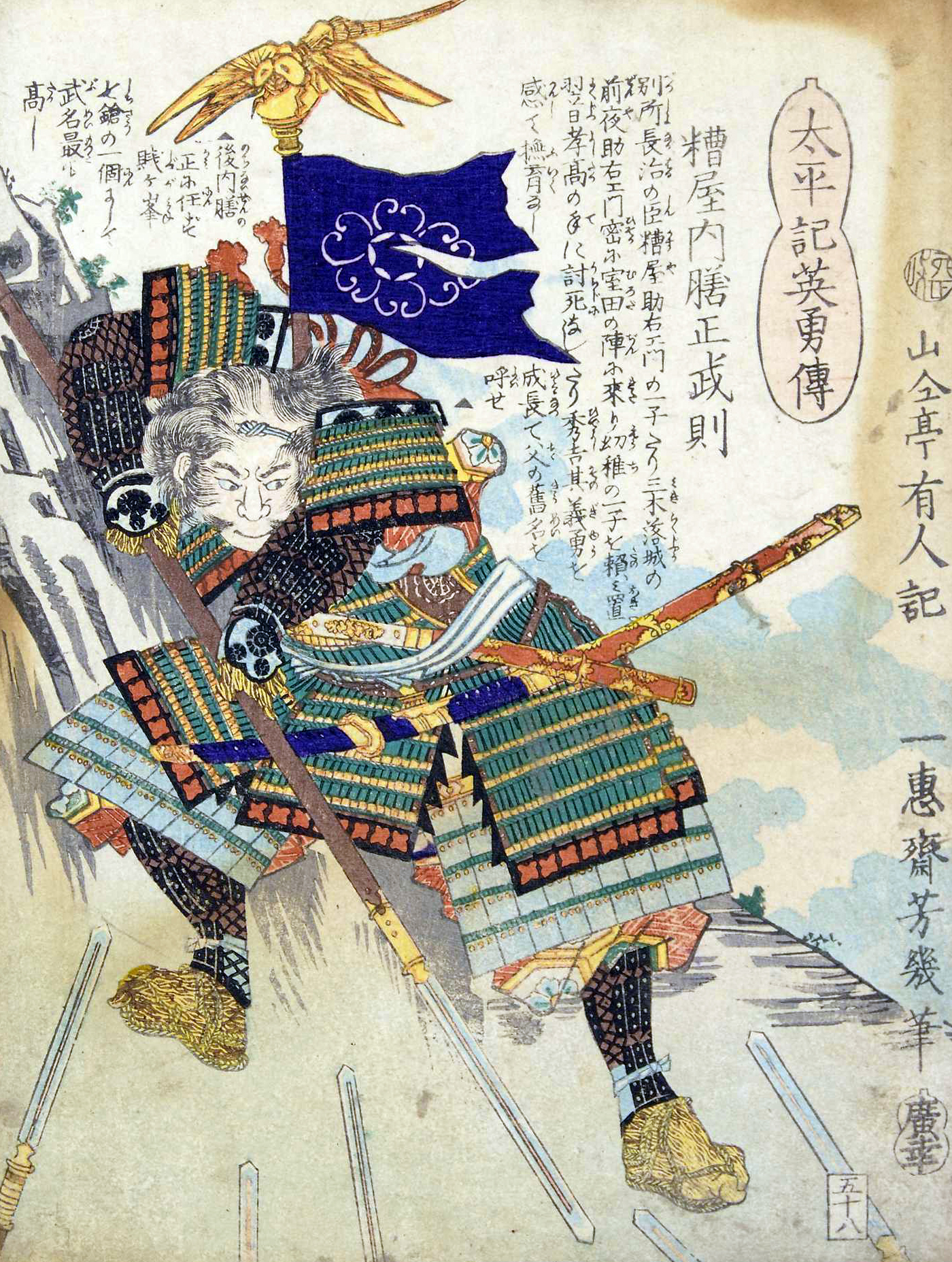
'다이헤이키 에에유우덴 58(太平記英勇伝五十八): 가스야 나이젠 다케노리(糟屋内膳正武則)' 오치아이 카오루 이쿠사쿠(落合芳幾作)

가스야 다케노리(일본어: 糟屋武則 かすや たけのり[*]/加須屋 真雄 かすや さねお/さねかつ[*], 에이로쿠 5년(1562년)) ~ 몰년 미상)는 아즈치모모야마 시대부터 에도 시대에 걸친 무장, 다이묘이다. 시즈가타케의 칠본창 중 한명이다. 가스야씨(糟屋氏)는 하리마 가코가와성(加古川城)을 거점으로 가마쿠라 시대부터 이어져 오는 무가로서 벳쇼씨의 가신 가스야 도모사다(糟屋朝貞)의 장남이다.
성은 그 밖에 糟谷, 粕屋, 加須屋, 賀須屋 등으로도 기록되며 유명한 이름으로는 가스야 마사오(加須屋 真雄)가 있다. 이 밖에도 가즈마사(数政), 무네시게(宗重), 마사야스(真安), 나오오(直雄), 무네타카(宗孝) 등 무칙의 다른 이름으로 전해지지만 연대에 따라 본인 이름인지 혼란도 있다.

## 기타

### 일화
어느 때 구로다 요시타카로부터 구로다 나가마사의 사범이 되도록 부탁받아 쾌락의 증거로서 시즈가타케(賤ヶ岳)에서 사용한 창을 나가마사에게 주려고 했는데, 나가마사는 「예로부터 창의 사범을 취해 공을 세우는 것은 들은 적이 없습니다」라고 말해 거절했다. 이 말을 들은 다케노리는 나가마사를 어느 정도의 공을 세우는 인물이 될 것이라고 높이 평가했다고 한다(메쇼겐코로쿠 - 名将言行録).
나라현 우다시의 고신지(悟真寺)는 분로쿠 4년(1595년)에 가스야나이젠다다시(加須屋内膳正)에 의해 재건되었다고 전해지며, 가스야로부터의 성금이 남아있다.
시가현 나가하마시의 나가하마시립 나가하마성 역사 박물관에 다케노리 소용으로 전해지는 메이스케미쓰(銘助光)의 다이신 야리(大身槍, 다이라 삼각창)이 소장되어 있다. 전래된 마쓰다이라가의 가전에 따르면 이 집안에서 조야집으로 시집간 딸이 조야가 단절될 때 가지고 온 것이라고 한다.

### 자손
구로다 24기 중 한 명인 마스다 마사치카(益田正親)의 무로(室)는 다케노리(武則)의 차남인 가토 곤자에몬(加藤權左衛門)의 딸로 여겨진다.
다케노리의 아들인 쥬자에몬은 아버지의 개역 후, 게이초 12년(1607년)에 가가번주인 마에다 도시나가에게 500석에서 고용되었다고도 한다.
다케노리의 동생인 스케베의 아들 가스야 다케나리는 아이즈번주 호시나 마사유키의 부름을 받아 아이즈번 궁술 히오키류 도설파의 조상이 되었고, 후에 '천하의 삼사인' 중 한 명으로 꼽혔다.
돗토리번주 이케다 가문에도 다케노리의 일족으로 알려진 가계가 모시고 있으며, 이 가문에는 다케노리가 히데요시로부터 배령했다고 전해지는 비단 두건이 전래되어 있다.
다케노리의 동생인 다케마사는 오사카 여름의 진을 치고 현재의 가코가와시 요네다초 뱃사공에서 귀농했다고 한다.

## 같이 보기
- 시즈가타케 전투
- 미키 전투
- 구시하시 데루: 고데라 마사모토의 조카로서 구로다 요시타카의 정실이자 다케노리에게는 사촌누나가 된다.